# Tephromelataceae
Tephromelataceae är en familj av lavar. Tephromelataceae ingår i ordningen Lecanorales, klassen Lecanoromycetes, divisionen sporsäcksvampar och riket svampar.
|                  | Sarrameanaceae                                           |
|                  |                                                          |
|                  | Hymeneliaceae                                            |
|                  |                                                          |
|                  | Brigantiaeaceae                                          |
|                  |                                                          |
|                  | Arctomiaceae                                             |
|                  |                                                          |
|                  | Stereocaulaceae                                          |
|                  |                                                          |
|                  | Sphaerophoraceae                                         |
|                  |                                                          |
|                  | Scoliciosporaceae                                        |
|                  |                                                          |
|                  | Ramalinaceae                                             |
|                  |                                                          |
|                  | Psoraceae                                                |
|                  |                                                          |
|                  | Pilocarpaceae                                            |
|                  |                                                          |
|                  | Parmeliaceae                                             |
|                  |                                                          |
|                  | Mycoblastaceae                                           |
|                  |                                                          |
|                  | Miltideaceae                                             |
|                  |                                                          |
|                  | Megalariaceae                                            |
|                  |                                                          |
|                  | Lecanoraceae                                             |
|                  |                                                          |
|                  | Haematommataceae                                         |
|                  |                                                          |
|                  | Gypsoplacaceae                                           |
|                  |                                                          |
|                  | Cladoniaceae                                             |
|                  |                                                          |
|                  | Catillariaceae                                           |
|                  |                                                          |
|                  | Biatorellaceae                                           |
|                  |                                                          |
|                  | Ectolechiaceae                                           |
|                  |                                                          |
|                  | Dactylosporaceae                                         |
|                  |                                                          |
|                  | Crocyniaceae                                             |
|                  |                                                          |
|                  | Calycidiaceae                                            |
|                  |                                                          |
| Tephromelataceae | \| \| Calvitimela \| \| \| \| \| \| Heppsora \| \| \| \| |
|                  | \| \| Calvitimela \| \| \| \| \| \| Heppsora \| \| \| \| |
|                  | Aphanopsidaceae                                          |
|                  |                                                          |
|                  | Myochroidea                                              |
|                  |                                                          |
|                  | Strangospora                                             |
|                  |                                                          |
|                  | Calvitimela                                              |
|                  |                                                          |
|                  | Heppsora                                                 |
|                  |                                                          |

|  | Calvitimela |
|  |             |
|  | Heppsora    |
|  |             |